# Dubrovački novac
Točan datum početka kovanja u kovnici novca u Dubrovniku nije utvrđen. Najstariji posredni dokaz o radu kovnice je napis iz 1294. koji se nalazi u Statutu grada. To je naredba o zabrani kovanja i upotrebe starijih minci iskovanih prije te godine.
Dubrovačka Republika je od osnutka kovnice novca, krajem 13. stoljeća, pa do francuskog osvajanja grada 1806. izdala 18 različitih vrsta bakrenog i srebrenog kovanog novca.
| Naziv                  | Materijal | Godina kovanja                | Vrijednost                  |
| ---------------------- | --------- | ----------------------------- | --------------------------- |
| Minca                  | bakar     | kraj 13. - polovica 17. st.   | 1/30 dinara ili dinarića    |
| Dinar                  | srebro    | početak 14. - početak 17. st. | 30 minci ili 6 solada       |
| Poludinar              | srebro    | 1370. - polovica 17. st.      | 15 minci ili 3 solada       |
| Dinarić                | srebro    | 1626. – 1761.                 | 30 minci ili 6 solada       |
| Artiluk                | srebro    | 1627. – 1701.                 | 3 dinarića ili 18 solada    |
| Solad                  | bakar     | 1678. – 1797.                 | 5 minci ili 1/6 dinarića    |
| Perpera                | srebro    | 1683. – 1750. i 1801. – 1803. | 12 dinarića ili 72 solda    |
| Škuda                  | srebro    | 1708. – 1750.                 | 3 perpere ili 36 dinarića   |
| Poluškuda              | srebro    | 1708. – 1750.                 | 1,5 perpere ili 18 dinarića |
| Dukat                  | srebro    | 1723. – 1797.                 | 40 dinarića                 |
| Bradan (talir)         | srebro    | 1725. – 1743.                 | 1,5 dukata ili 5 perpera    |
| Polubradan (polutalir) | srebro    | 1731. – 1735.                 | 30 dinarića                 |
| Stari Vižlin (talir)   | srebro    | 1743. – 1748.                 | 1,5 dukata ili 5 perpera    |
| Novi Vižlin (talir)    | srebro    | 1751. – 1779.                 | 1,5 dukata ili 5 perpera    |
| Poluvižlin (polutalir) | srebro    | 1747. – 1749.                 | 30 dinarića                 |
| Libertina              | srebro    | 1791. – 1795.                 | 2 dukata ili 80 dinarića    |
| Poludinarić            | bakar     | 1795. – 1796.                 | 15 minci ili 3 solda        |
| Poluperpera            | srebro    | 1801.                         | 6 dinarića ili 36 solda     |